# Municipio de San Rafael Pie de La Cuesta
Municipio de San Rafael Pie de La Cuesta är en kommun i Guatemala.   Den ligger i departementet Departamento de San Marcos, i den västra delen av landet, 150 km väster om huvudstaden Guatemala City.